# Плешиво езеро
Плешивото езеро или Локвата е ледниково езеро в източния склон на Северен Пирин, разположено в Дисилишкия циркус между върховете Голяма Стража (2800 m) на юг, Изворец (2753 m) на северозапад и Дисилица (2608 m) на север.
Езерото има овална форма с размери 125 на 60 m и площ от 3,1 дка. Поради отдалечеността му от традиционните пирински туристически маршрути е рядко посещавано. От южния му ъгъл изтича малък поток, който се влива отляво в река Дисилица, горното течение на Добринищката река, десен приток на Места.